# DirectPlay
DirectPlay is een API dat gebruikt wordt voor de ontwikkeling van computerspellen. Microsoft DirectPlay is een media-onafhankelijke netwerk-API dat netwerkservices voorziet aan de transportprotocol- en sessieprotocolniveaus. DirectPlay is "media-onafhankelijk", wat betekent dat DirectPlay-sessies kunnen uitgevoerd worden op:
- TCP/IP netwerken
- IPX netwerken
- directe verbinding over modems en seriële kabels

DirectPlays media-onafhankelijkheid laat toe om in de toekomst nieuwe standaarden en protocollen te ondersteunen wanneer deze wijder worden gebruikt. DirectPlay bevat ook DirectPlay Lobby API's die toelaten dat applicaties ze gemakkelijk kunnen uitvoeren en er netwerkadresseringsinformatie aan kunnen doorgeven. Dit laat je toe om games te maken die direct uitvoerbaar zijn door een aantal verschillende services en toepassingen zonder speciale code te moeten schrijven voor elke launcher.
DirectPlay heeft een client-serverarchitectuur en in nieuwere versies is peer-to-peer ook mogelijk. Wanneer een speler die de server is het spel verlaat, wordt er automatisch een andere server geselecteerd. (Een Host is een server naar Directplay-terminologie)